# Біккарі
Біккарі (італ. Biccari) — муніципалітет в Італії, у регіоні Апулія,  провінція Фоджа.
Біккарі розташоване на відстані близько 240 км на схід від Рима, 145 км на захід від Барі, 32 км на захід від Фоджі.
Населення — 2832 особи (2014).
Щорічний фестиваль відбувається 7 серпня. Покровитель — San Donato.

## Демографія
Населення за роками:

Станом на 1 січня 2023 року в муніципалітеті офіційно проживало 136 іноземців з 17 країн, серед них 48 громадян країн Євросоюзу.

## Сусідні муніципалітети
- Альберона
- Кастеллуччо-Вальмаджоре
- Челле-ді-Сан-Віто
- Фаето
- Лучера
- Розето-Вальфорторе
- Троя